# Loi électorale algérienne de 2021
Loi électorale algérienne de 2012
La loi organique relative au régime électoral promulguée par ordonnance présidentielle le 10 mars 2021 est la loi algérienne qui encadre les élections des assemblées communales et de wilayas, l'élection à l'Assemblée populaire nationale, l'élection des 2/3 des membres du Conseil de la nation, l'élection présidentielle et les référendums.

## Contexte
Dès l'investiture de Abdelmadjid Tebboune en tant que président de la République en décembre 2019, il entame une révision constitutionnelle, cette dernière s'achève à la suite d'un référendum qui se tient le 1er novembre 2020. Dès septembre 2020, il entame également une révision de la loi organique portant régime électoral. Il confie l'élaboration d'un projet de loi à un comité d'experts, dénommé "la commission nationale chargée de l'élaboration du projet de révision de la loi organique portant régime électoral" faite de spécialistes en droit, présidée par Ahmed Laraba, professeur de droit à l'université d'Alger, cette commission est appelée communément dans la presse algérienne "la commission Laraba",,, du nom de son président.
Lors de la cérémonie d’installation des membres de ladite instance présidée par le Pr Laraba, le 19 septembre 2020, Abdelmadjid Tebboune plaide pour le bannissement « du système des quotas dans la répartition des sièges et l'achat des consciences en séparant argent et politique », ainsi que la « garantie d'égalité des chances pour tous à la candidature, ainsi que l'émancipation sociale et politique ».
L'avant-projet de loi est distribué aux partis politiques le 19 janvier 2021, mais le débat attendu au sein de la sphère politique a été relativement peu intense. Le Pr Laraba affirme que « c’est le Président qui décidera de la dernière version. Nous allons soumettre les propositions des partis politiques au Président de la République, et le dernier mot lui revient ». Le 15 février 2021, la Commission ad hoc présente au président de la République « un exposé portant sur l’ensemble des propositions émanant des partis politiques concernant le projet de révision de la loi électorale. »,.
Après dissolution de l'Assemblée populaire nationale le 1er mars 2021, la version finale est promulguée par Ordonnance présidentielle le 10 mars 2021, remplaçant ainsi la loi organique n°19-08 du 14 septembre 2019, modifiant et complétant la loi organique n°16-10.

## Principes généraux
Walid Laggoune, professeur de droit public à l'université d'Alger, et rapporteur de la "commission Laraba" qui a été chargée de l'élaboration du projet de la loi organique portant régime électoral déclare que « toute la loi et toutes les modifications s'ordonnent autour du nouveau mode de scrutin qui a été établi. Le nouveau mode est un mode de scrutin à la représentation proportionnelle avec vote préférentiel sur une liste ouverte sans panachage » ; il poursuit qu' « il n'y a plus de hiérarchisation, il n'y a plus de tête de liste, l'électeur est libre de choisir le candidat qu'il préfère » ; critiquant l'ancienne loi électorale avec des listes fermées qui selon lui « a eu des conséquences néfastes » et « n'a pas permis l'émergence des élites quelles soient locales ou nationales ». Il soutient qu'avec cette modification « les effets négatifs de l'ancienne loi s'estompent. On ne peut plus acheter ni des voix, ni des places ».
L'adoption du système de « liste ouverte » vise à mettre fin à la « corruption politique » qui a affecté les élections précédentes, Selon des témoignages antérieurs de dirigeants de partis et de parlementaires jugés dans des affaires de corruption, liées aux élections, les têtes de listes des grands partis et des indépendants ont été attribuées en échange de pots-de-vin aux dirigeants du parti.
L'âge de la majorité électorale en Algérie est de 18 ans révolues.

## Principales dispositions

### Autorité nationale indépendante des élections
La nouvelle loi organique renforce les prérogatives de l’Autorité nationale indépendante des élections, sa composition est réduite de 50 membres à 20 membres, bénéficiant d'un mandat unique de six ans.
Walid Laggoune a soutenu que la réduction du nombre de membres du Conseil national de l'ANIE (de 50 à 20) vise à « assurer une meilleure effectivité dans le travail », et il ajoute que « certains mécanismes ont été introduits pour assurer l'indépendance de l'organe », citant à ce titre, la limitation du mandat de ses membres à un seul.

### Campagne électorale et financement

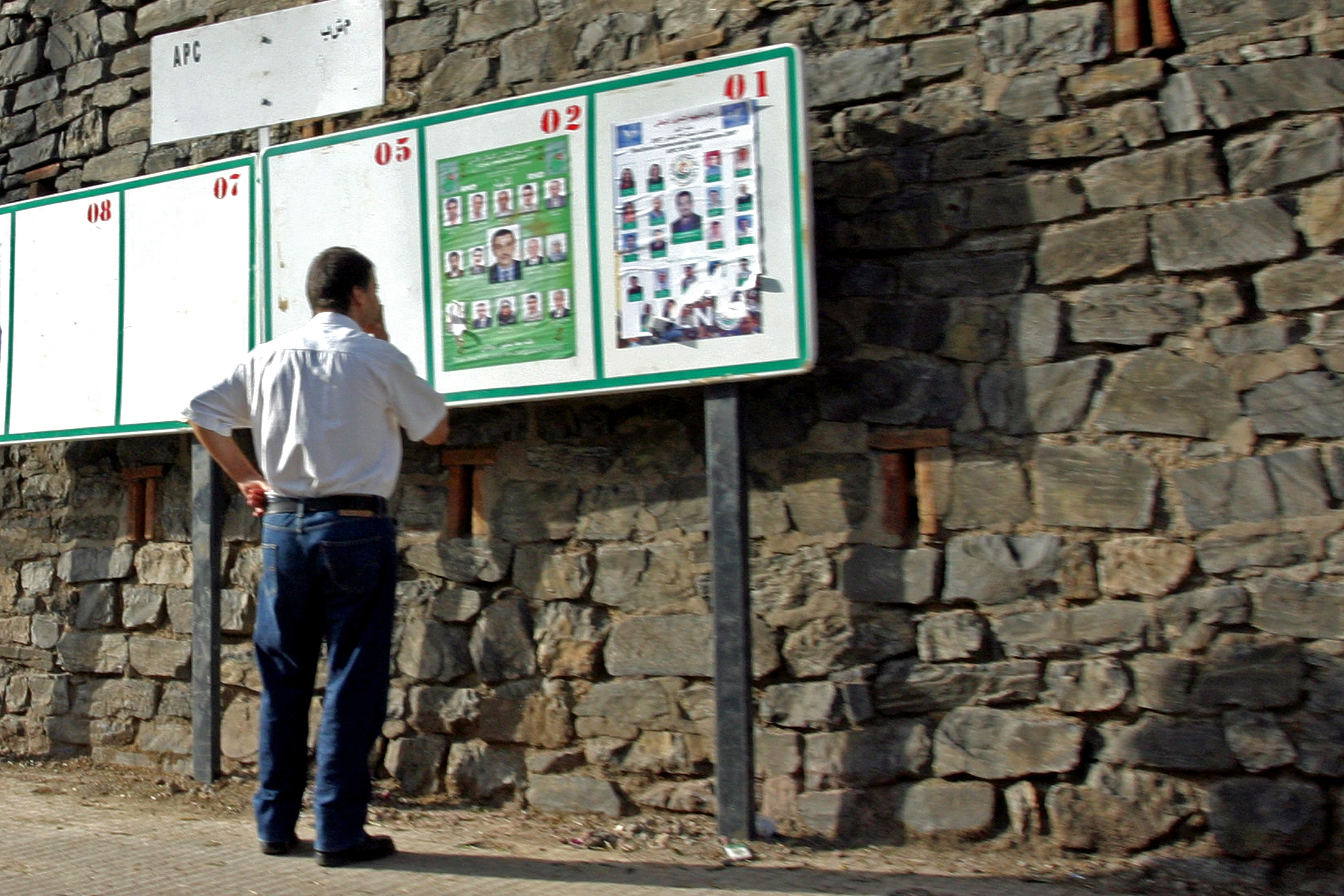
Panneaux d'affichage pour les élections législatives.

Concernant la campagne électorale, on peut noter :
- l'interdiction des discours haineux et de toute forme ségrégation ;
- l’utilisation de langues étrangères durant la campagne électorale est interdite ;
- l’utilisation, des lieux de culte, des institutions et administrations publiques, ainsi que des établissements d’éducation, d’enseignement et de formation, est interdite.

Cette loi renforce le contrôle du financement de la campagne électorale, notamment :
- plafonnement des montants des dons ;
- interdiction de recevoir des dons d'un État étranger ou d’une personne physique ou morale de nationalité étrangère, mais les algériens résidents à l’étranger peuvent participer au financement de la campagne électorale de candidats ou de listes de candidats aux circonscriptions électorales à l’étranger ;
- interdiction du financement par des personnes morales publiques ou privées.
- Traçabilité des dons : tout don dont le montant est supérieur à mille dinars (1 000 DA) doit être versé par chèque, virement, prélèvement automatique ou carte bancaire.

Création auprès de l'Autorité nationale indépendante des élections (ANIE), d'une commission de contrôle du financement des campagnes électorales qui vérifie la régularité et la sincérité des opérations inscrites au compte de campagne électorale. Cette commission est composée de cinq membres : un magistrat de la Cour suprême, désigné par celle-ci (président) ; un magistrat du Conseil d'État, désigné par cette dernière ; un magistrat désigné par la Cour des comptes ; un représentant de l'Autorité de la transparence, de la prévention et de la lutte contre la corruption et un représentant du ministère des Finances.
Le compte de campagne électorale ne doit pas être en déficit. Dans le cas où le compte de campagne électorale dégage un excédent de ressources résultant des dons, cet excédent doit être versé au Trésor public.
En vue d’encourager les candidatures indépendantes des jeunes à participer à la vie politique, l’État prend en charge une partie des dépenses de la campagne électorale (article 122).

### Vote pour les assemblées locales (Communales et de Wilayas)
Les membres des assemblées populaires communales et de wilayas sont élus pour un mandat d’une durée de cinq ans, le mode de scrutin est la représentation proportionnelle avec vote préférentiel sur une liste ouverte sans panachage. L'électeur choisit une seule liste et vote pour un ou plusieurs candidats sur cette liste. Le candidat à une assemblée communale ou de wilaya doit être âgé d'au moins 23 ans le jour de l'élection.
Pour être validée, les listes doivent :
- comprendre un nombre de candidats supérieur de trois (3) au nombre de sièges à pourvoir dans les circonscriptions électorales dont le nombre de sièges est impair et de deux (2) dans les circonscriptions dont le nombre de sièges à pourvoir est pair ;
- respecter la parité homme-femme (excepté les communes dont la population est inférieure à 20 000) et réserver, au moins, la moitié des candidatures aux candidats âgés de moins de 40 ans et qu’au moins, le tiers (1/3) des candidats de la liste aient un niveau universitaire ;
- pour les partis politiques, avoir obtenu au moins 4 % des suffrages exprimés dans les dernières élections locales dans la circonscription électorale concernées ou avoir au moins dix élus dans cette circonscription ;
- pour les partis politiques ne remplissant pas une des deux exigences ci-dessus, ou pour les nouveaux partis politiques ou pour les listes de candidats indépendants, il est exigé au préalable d'avoir la signature de 50 électeurs de la circonscription concernée par siège à pourvoir ;
- ne peuvent être inscrits sur une même liste de candidats, plus de deux membres d’une même famille, parents ou alliés au deuxième degré.

Lors du dépouillement, les listes qui n'ont pas obtenu au minimum 5 % des suffrages exprimés sont éliminées (article 171).
Chaque liste obtient autant de sièges qu’elle a recueilli de fois le quotient électoral, ce quotient est calculé pour chaque circonscription électorale en divisant le nombre de suffrages exprimés par le nombre de sièges à pourvoir.
La répartition des sièges obtenus par chaque liste entre les candidats de la même liste s’effectue selon le nombre de voix obtenus par chaque candidat.
Le nombre des membres des assemblées populaires communales varie de 13 à 43 en fonction de la population des communes.
Le nombre des membres des assemblées populaires de wilayas varie de 35 à 55 en fonction de la population de la wilaya.

### Vote pour l'Assemblée populaire nationale

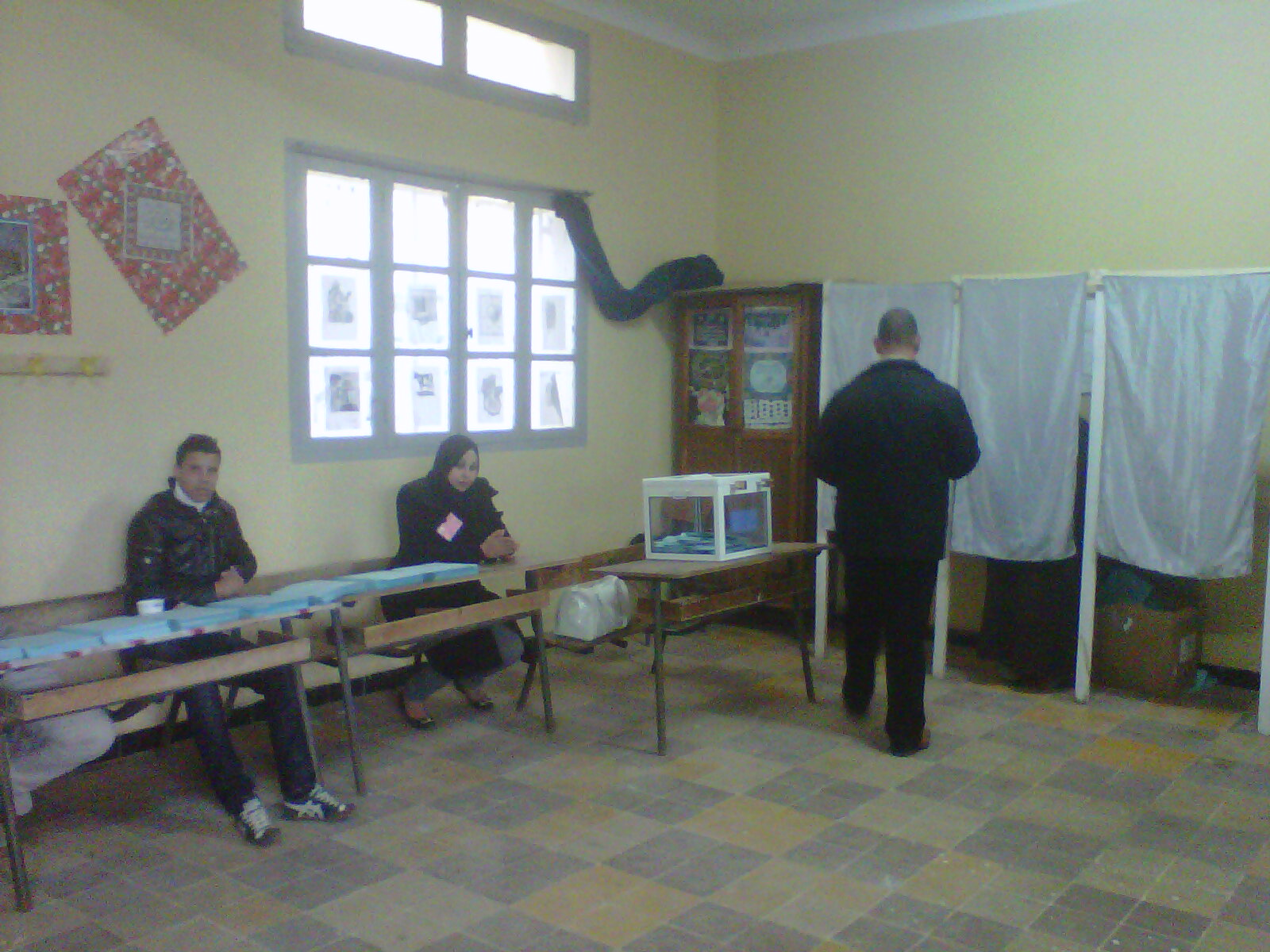
Bureau de vote.

Les membres de l'APN sont élus pour un mandat d’une durée de cinq ans, le mode de scrutin est la représentation proportionnelle avec vote préférentiel sur une liste ouverte sans panachage. Le candidat à l'APN doit être âgé d'au moins 25 ans le jour de l'élection. Il est interdit d'exercer plus de deux mandats parlementaires consécutifs ou séparés.
Pour être validée, les listes doivent :
- comprendre un nombre de candidats supérieur de trois (3) au nombre de sièges à pourvoir[15] dans les circonscriptions électorales dont le nombre de sièges est impair et de deux (2) dans les circonscriptions électorales dont le nombre de sièges à pourvoir[15] est pair ;
- respecter la parité homme-femme et réserver, au moins, la moitié des candidatures aux candidats âgés de moins de quarante ans, et qu’au moins, le tiers des candidats de la liste aient un niveau universitaire ;
- pour les partis politiques, avoir obtenu au moins 4 % des suffrages exprimés dans les dernières élections pour l'APN dans la circonscription électorale concernées ou avoir au moins dix élus dans cette circonscription ;
- pour les partis politiques ne remplissant pas une des deux exigences ci-dessus, ou pour les nouveaux partis politiques ou pour les listes de candidats indépendants, il est exigé au préalable d'avoir la signature de 250 électeurs de la circonscription concernée par siège à pourvoir.

Lors du dépouillement, les listes qui n'ont pas obtenu au minimum 5 % des suffrages exprimés sont éliminées (article 194).
Chaque liste obtient autant de sièges qu’elle a recueilli de fois le quotient électoral, ce quotient est calculé pour chaque circonscription électorale en divisant le nombre de suffrages exprimés par le nombre de sièges à pourvoir.
La répartition des sièges obtenus par chaque liste entre les candidats de la même liste s’effectue selon le nombre de voix obtenus par chaque candidat, les sièges obtenus profitent aux candidats ayant bénéficié de plus de voies.

### Vote pour les deux tiers du Conseil de la nation
Les 2/3 des membres du Conseil de la Nation sont élus pour un mandat d’une durée de six ans. Ils sont renouvelés, par moitié, tous les trois (3) ans. Le scrutin est plurinominal majoritaire à un tour au  niveau de la wilaya, effectué par un collège électoral composé de tous les membres de l'APW et des APC de la wilaya concernée. Le vote est obligatoire.
Tout membre de l'APW ou d'une APC de la wilaya concernée peut se porter candidat, s'il remplit les conditions suivantes :
- être âgé d'au moins 35 ans le jour de l'élection ;
- avoir terminé un mandat complet en qualité d’élu dans une assemblée populaire communale ou de wilaya.

### Vote pour les présidentielles

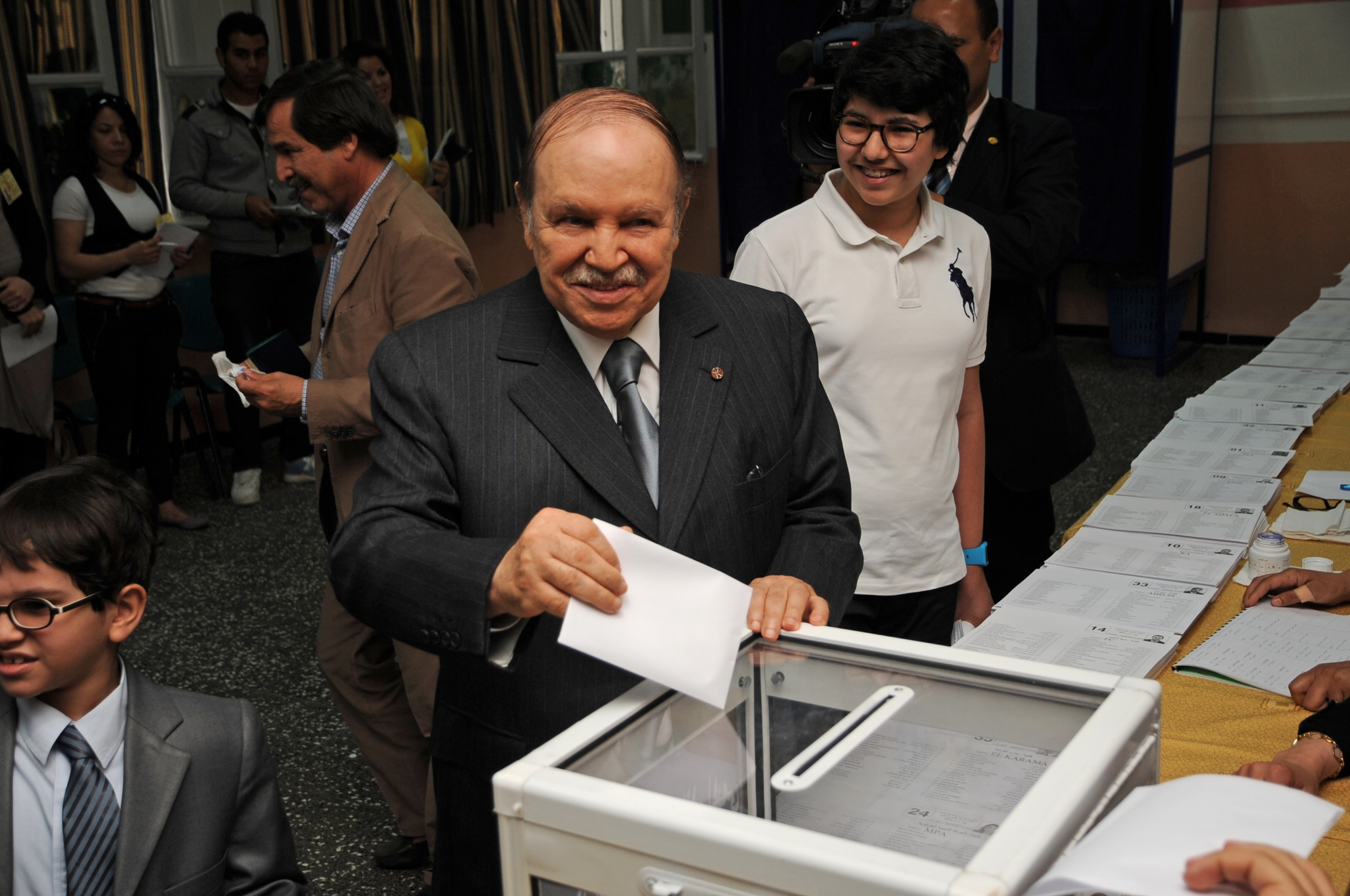
L'ex-président de la République qui vote aux législatives de 2012.

Les élections du président de la République ont lieu au scrutin uninominal, à deux tours, à la majorité absolue des suffrages exprimés.
Le candidat a la présidentielle doit remplir, notamment, les conditions suivantes :
- avoir la nationalité algérienne d'origine, ainsi que son père et sa mère, et n'avoir jamais obtenu une autre nationalité ;
- son conjoint jouit uniquement de la nationalité algérienne ;
- avoir un diplôme universitaire ou équivalent ;
- avoir résidé en Algérie pendant au moins les dix ans précédents le scrutin ;
- réunir, au moins, six cent 600 signatures individuelles de membres élus d’assemblées populaires communales, de wilayas ou parlementaires et réparties, au moins, à travers 29 wilayas ; ou 50 000 signatures d'électeurs, répartis sur au moins 29 wilayas, avec un minimum de 1 200 signatures par wilaya.

Le prétendant à la candidature à l’élection présidentielle est tenu au dépôt d’une caution de deux cent cinquante mille dinars (250 000 DA) auprès du Trésor public. Cette caution est remboursée dans un délai de quinze (15) jours après proclamation des candidatures par la Cour constitutionnelle, au candidat ayant recueilli, au moins, 50 % des signatures prévues par la loi. Cette nouvelle condition a été instaurée afin de limiter le nombre important, jugée burlesque lors d'élections passées, de postulants à la candidature des présidentielles.

### Vote pour les référendums
Seul le président de la République peut convoquer le corps électoral pour un référendum.
La formulation de la question référendaire est bien spécifiée dans cette loi, ainsi il est énoncé dans l'article 262 que « La question prévue pour les électeurs est formulée de la manière suivante : « Etes-vous d’accord sur... qui vous est proposé ? ». »
Selon le même article, la réponse de l'électeur ne peut être que par « OUI » ou « NON ».

### Infractions électorales
Cette loi organique a prévu des sanctions sévères contre toute personne faisant obstacle au processus électoral, ainsi 38 articles (sur un total de 321) énumèrent des sanctions contre différentes infractions, notamment, est puni :
- celui qui s'oppose, entrave ou s’abstient volontairement à exécuter les décisions de l’ANIE ;
- toute fraude ou falsification des listes électorales ou des cartes d’électeurs ;
- l’utilisation des biens ou moyens de l’administration ou des biens publics au profit d’un parti politique, d’un candidat ou liste de candidats ;
- quiconque trouble les opérations d’un bureau de vote, porte atteinte à l’exercice du droit de vote ou à la liberté de vote, ainsi que toute atteinte au déroulement d'un scrutin ;
- toute tentative d'influencer le vote par l'argent ou la menace.

## Réactions et critiques

### Mode de scrutin
L'introduction du système de listes ouvertes pour l'élection des différentes assemblées, au lieu des listes fermées qui étaient en vigueur, a été majoritairement salué. Soufiane Djilali, leader de Jil Jadid déclare : « Le plus important dans ce document de loi, est le changement apporté aux modalités électorales, notamment la liste ouverte. Une disposition que Jil Jadid applaudit, car elle met fin au phénomène de l’achat des têtes de liste par des personnes riches, mais qui n’ont aucune notoriété politique. ». Abdelkader Saadi, président de Talaie El Hourriyet, s'est félicité du mode de scrutin avec liste ouverte, rappelant que c'était une revendication de son parti.
Le ministre de la Communication, Porte-parole du gouvernement, Ammar Belhimer, estime que la mouture de l'avant-projet de loi organique portant régime électoral prévoyait des « solutions efficaces pour l'éradication de la corruption qui a entaché la réputation de l'Algérie », il salue notamment l'adoption de la "liste ouverte", qui permet à l'électeur de choisir un candidat ou des candidats selon son ordre de préférence, participant ainsi à la lutte contre le phénomène de la corruption électorale.
selon Ahmed Betatache, constitutionnaliste, estime que « la raison du choix de cette méthode est de lutter contre ce qui a été observé par les élections précédentes en termes de trafic des premières places dans les listes des grands partis. Le problème posé avec cette méthode est qu’un grand pourcentage d’électeurs ne savent pas lire, alors que ce schéma suppose que l’électeur s’isole et choisit une liste parmi plusieurs listes, puis sélectionne des candidats parmi une liste, et cela ne peut être réalisé que pour ceux qui lisent bien. ».
Pour la constitutionnaliste Fatiha Benabbou, il n’existe pas de mode de scrutin parfait, chaque système comporte des avantages et des faiblesses : « Le système du scrutin est un choix politique accordé à la sociologie du pays. Il influence directement les partis politiques et la vie des institutions », explique-t-elle.

### Problème du seuil
Le président de Jil Jadid a appelé, à la suppression de l’article de loi qui exige des partis l’obtention de 4 % des suffrages exprimés lors des précédentes échéances électorales. Selon lui, mettre en référence les élections de 2017, c’est tout simplement prendre référence des résultats de fraude sur lesquelles on va construire l’avenir. « C’est inadmissible et inacceptable à la fois », mais qualifie de positive l’introduction d’un article qui parle de la transformation en disposition transitoire la demande des 4 % comme seuil pour présenter des listes, il n’y aura pas de seuil pour cette élection. Le compteur sera remis à zéro pour l’ensemble des formations politiques, y compris celles ayant obtenu récemment l’agrément.
D'autres partis ont proposé la suppression de ce seuil.
En réponse à ces critiques, et exceptionnellement pour les élections législatives anticipées du 12 juin 2021, la règle des 4 % des suffrages exigée aux partis pour la participation est suspendue, ainsi dans l'article 316, de l’ordonnance du 10 mars 2021 portant loi organique relative au régime électoral, stipule qu’« à titre transitoire et uniquement pour les élections anticipées de l’Assemblée Populaire Nationale qui suivent la promulgation de la présente ordonnance portant loi organique, les conditions prévues à l’article 202, tirets 1, 2 et 3 relatives au taux de 4 % des suffrages dans la circonscription électorale lors des dernières élections législatives, du parrainage de dix (10) élus ou du nombre des signatures exigées, sont suspendues ». Désormais, « Pour les listes des candidats présentées au titre d’un parti politique, elles doivent être appuyées par, au moins vingt cinq mille (25 000) signatures individuelles d’électeurs inscrits sur les listes électorales. Ces signatures doivent être recueillies à travers, au moins, vingt-trois (23) wilayas dont le nombre de signatures exigées pour chacune des wilayas ne saurait être inférieur à trois cent (300) signatures », ajoute l’article 316. Quant aux listes indépendantes, « chaque liste doit être appuyée, pour chaque siège à pourvoir par, au moins, cent (100) signatures des électeurs de la circonscription électorale »,.

### Parité homme-femme
La parité hommes-femmes tel que proposée poussera les partis à faire appel à des femmes qui n’ont rien à voir avec la politique, ce qui portera, selon Soufiane Djilali, préjudice même à la femme politique.
Pour le Front El Moustakbal, cette disposition n'est « ni réel ni pratique et ne prend pas compte des spécificités de la société algérienne, ce qui rend son application difficile. De même qu’elle porte atteinte à la règle de la compétitivité libre et de l’égalité des chances entre les citoyens et citoyennes devant la loi, sans aucune discrimination de quelque type que ce soit, comme stipulé dans la Constitution ».
La présidente du parti Tajamoue Amal El Djazair (TAJ), partie réputé proche du pouvoir, Fatma Zohra Zerouati, a qualifié la mouture de l'avant-projet de loi organique portant régime électoral de « prometteuse » et de « jalon fondamental » pour la promotion de la démocratie participative.
Ahmed Betatache, estime que « les expériences passées en matière de la participation des femmes ont montré les limites de ces mesures. Il est plus approprié d’élaborer des textes qui permettent aux femmes et les jeunes d’être présents dans les partis politiques afin de former des femmes et des jeunes cadres, puis à un stade ultérieur imposer leur présence au sein des conseils élus et non l’inverse ».
Selon Abderrahmane Arar, coordinateur du Forum civil pour le changement, « l’expérience du système du quota nous a déjà démontrés que ça ouvre la voie à n’importe qui !  Que ce soit un homme ou une femme, c’est les compétences qui doivent primer ».
Louisa Dris-Aït Hamadouche, politologue, estime, que la politique des quotas qui s'applique aux femmes et aux moins de 40 ans, a montré des effets positifs dans un certain nombre de situations dans le monde, mais rappelle que cette approche, déjà appliquée en Algérie, n'a pas donné de résultats qualitatifs palpables.

### Le financement de la campagne électorale
Selon Kamel Fenniche, président du Conseil constitutionnel, cette nouvelle loi « définit rigoureusement les sources de financement des campagnes électorales », et « met en place de sérieux garde-fous en ce qui concernent le financement de la campagne électorale ».
Mohamed Charfi, président de l'ANIE, affirme que le contrôle des sources de financement des échéances électorales constitue une pierre angulaire pour l'édification d'institutions intègres et instaurer un État de droit, il souligne qu’avant la nouvelle loi électorale, la question du financement des élections relevait de l’autorité stricte du Conseil constitutionnel qui a manifestement échoué à endiguer le phénomène de la corruption et les passe-droits. Désormais, dit-il le volet du financement des élections reviendra à une commission spécialisée de l’ANIE qui sera composée de représentants de différentes instances, à l’instar du Conseil d’État, la Cour suprême, la Cour des comptes et la Haute instance de lutte contre la corruption. Il ajoute que « Les patrons d’entreprises économiques et les institutions n’ont pas le droit de financer les élections. Les contributions financières doivent être limitées aux personnes physiques uniquement et se fait exclusivement par l’intermédiaire des banques pour faciliter le suivi de la source des fonds ».
Pour Soufiane Djilali, il y aura un contrôle beaucoup plus sévère sur l’utilisation de l’argent, il précise que, désormais, l’ère de l’achat des sièges au Parlement est révolue. « Ce n’était plus les électeurs qui choisissaient, c’était l’argent sale qui déterminait qui aller siéger. Une dérive extrêmement grave ».
Louisa Dris-Aït Hamadouche, politologue, déclare qu'aucun régime démocratique n’interdit le financement des campagnes électorales par des entreprises privées et critique la prise en charge d'une partie des dépenses des candidats indépendants de moins de 40 ans par l'État, le qualifiant de « Ansej politique ».

### Autorité nationale indépendante des élections
Plusieurs parties politiques ont critiqué le mode de désignation des membres de l’Autorité nationale indépendante des élections (ANIE).
Soufiane Djilali, président de Jil Jadid déclare que « Tout le monde se plaignait des interventions anormales de l’administration, qui agissait sur les résultats des urnes ; donc il fallait absolument apporter des correctifs là-dessus et c’est chose faite ».
Pour le Front El Moustakbal, l'élection des membres de l'ANIE « traduit davantage la volonté populaire et permet d’éviter que l’ANIE ne devienne une nouvelle administration supplantant le ministère de l'Intérieur. ».
Ahmed Betatache, ancien premier secrétaire national du FFS, estime, que contrairement à la Constitution qui veut « montrer que cette instance est indépendante », la mouture présentée par la présidence de la République « a donné la preuve » que l’ANIE « n’est pas indépendante » ; selon lui, « l’organisation des élections a été transférée d’une administration (ministère de l’Intérieur, wilayas et communes) à une autre administration qui est l’ANIE » ; pour lui, la plupart des pouvoirs sont concentrés entre les mains d’une seule personne, qui est le président de l’ANIE.
Talaie El Hourriyet, parti politique, « propose que les membres de l'ANIE soient élus et non pas désignés », appelant au renforcement de ses prérogatives afin qu'elle ne soit pas une simple administration budgétivore.
Mais la commission Laraba, qui a élaboré la nouvelle loi électorale, soutient que « C’est le Président qui les nomme et non l’exécutif. Le Président est élu, donc l'ANIE est désignée par un élu et non par un membre du gouvernement ou une institution nommée. C’est une avancée démocratique », et rajoute que « Le président de la République n’est pas l'exécutif, il est garant des institutions. Quand une personne ou une institution est nommée par le Président, cela ne veut pas dire qu’il est du côté du gouvernement ».